# 約翰尼·約安諾
約翰尼·薩瓦斯·約安諾（英語：Johnny Savas Joannou；1940年4月22日—2016年5月6日），是美國的民主黨政治人物，前弗吉尼亚州参议院及眾議院議員。

## 生平
約安諾於紐約市布鲁克林区出生，在弗吉尼亚理工学院暨州立大学及里士滿大學法學院畢業，後在1976年當選為弗吉尼亞州眾議院議員，後來在1984年轉戰參議院，但在1991年離開參議院。1998年他重新加入眾議院，並任職至2016年，代表了部分切萨皮克、諾福克、朴次茅斯和薩福克之第七十九選區的選民。
2016年5月6日，約安諾因肺癌在朴次茅斯逝世。

## 外部連結
- Richmond Sunlight; Delegate Johnny Joannou （页面存档备份，存于）
- Virginia Public Access Project; Johnny S Joannou （页面存档备份，存于）

| 弗吉尼亞州眾議院         | 弗吉尼亞州眾議院                                                               | 弗吉尼亞州眾議院             |
| ------------------------ | ------------------------------------------------------------------------------ | ---------------------------- |
| 前任者： 萊斯特·E·施利茨 | 弗吉尼亞州眾議院第四十一選區 眾議院議員 1976年－1982年 與L·克利夫·曼寧同時在任 | 繼任者： J·塞繆爾·波洛克科克 |
| 前任者： L·克利夫·曼寧   | 弗吉尼亞州眾議院第三十九選區 眾議院議員 1982年－1983年                         | 繼任者： 維維安·E·沃茨       |
| 新頭銜                   | 弗吉尼亞州眾議院第七十九選區 眾議院議員 1983年－1984年 1998年－2016年          | 繼任者： 小威廉·S·摩爾       |
| 前任者： 小威廉·S·摩爾   | 弗吉尼亞州眾議院第七十九選區 眾議院議員 1983年－1984年 1998年－2016年          | 繼任者： 史蒂夫·特里克       |
| 弗吉尼亞州參議院         |                                                                                |                              |
| 前任者： 威拉德·J·穆迪   | 弗吉尼亞州參議院第十三選區 參議院議員 1984年－1992年                           | 繼任者： 弗雷德·奎勒         |